# ژانگ هوی (اسکیت‌باز سرعت)
ژانگ هوی (انگلیسی: Zhang Hui؛ زادهٔ ۸ مارس ۱۹۸۸) اسکیت‌باز سرعت اهل چین است. از افتخارات وی میتوان به کسب مدال طلا اسکیت سرعت مسیر کوتاه ۳۰۰۰ متر امدادی در بازی‌های المپیک زمستانی ۲۰۱۰ اشاره کرد.